# Maxim M1910
La  Pulemyot Maxima na stanke Sokolova (Пулемёт Максима на станке Соколова; ametralladora Maxim sobre afuste Sokolov, en ruso), conocida como la Pulemyot Maxima PM1910, era una ametralladora pesada empleada por el Ejército Imperial Ruso durante la Primera Guerra Mundial y el Ejército Rojo durante la Segunda Guerra Mundial. Además, armas capturadas fueron utilizadas por los ejércitos alemán, estonio, letón, finlandés y polaco.

## Historia y desarrollo
El ingeniero inventor Hiram Stevens Maxim mostró personalmente a los zares la ametralladora de su invención en San Petersburgo en 1887. Tras el éxito de su demostración, el ejército zarista compró varias unidades fabricadas en Inglaterra para el Ejército Imperial Ruso. Tras llegar a un acuerdo, la fabricación del arma comenzó en 1905 en los talleres del Arsenal de Tula. En 1910 fue adoptado un modelo con ligeras mejoras, recamarado para el cartucho ruso estándar 7,62 x 54 R. La M1910 iba montada sobre un voluminoso afuste con ruedas y un escudo protector, siendo reemplazada por la SG-43 Gorjunov a partir de 1943. Además de la versión para infantería, tenía versiones aéreas (PV-1) y navales.

## Funcionamiento y desarrollo
La ametralladora Maxim es un arma enfriada por agua que funciona por el principio del retroceso de masas de recorrido corto. Aunque su mecanismo no era el más simple, era sin embargo muy eficaz y fiable. Se alimentaba mediante cintas de lona reforzada con placas y remaches metálicos, de 250 cartuchos. La producción del arma en las fábricas rusas mejoró el peso final en comparación con las primeras versiones producidas en Inglaterra. Con todo, debido a su gran peso, los rusos desarrollaron un sistema de afuste y transporte diseñado por Sokolov, que consistía en un carro tubular con dos ruedas delanteras y un sistema de arrastre en forma de U, que además servía como base de disparo. Las ruedas eran desmontables y se podían sustituir por esquís para ser transportada por la nieve en invierno. La base contaba asimismo con un escudo desmontable de protección contra proyectiles de infantería. Los primeros modelos contaban con unas patas retráctiles delanteras que servían para elevarla por encima de las trincheras, pero pronto se desecharon por su inutilidad práctica y su peso añadido. También se usó otro tipo de afuste diseñado por Vladimirov en 1939.

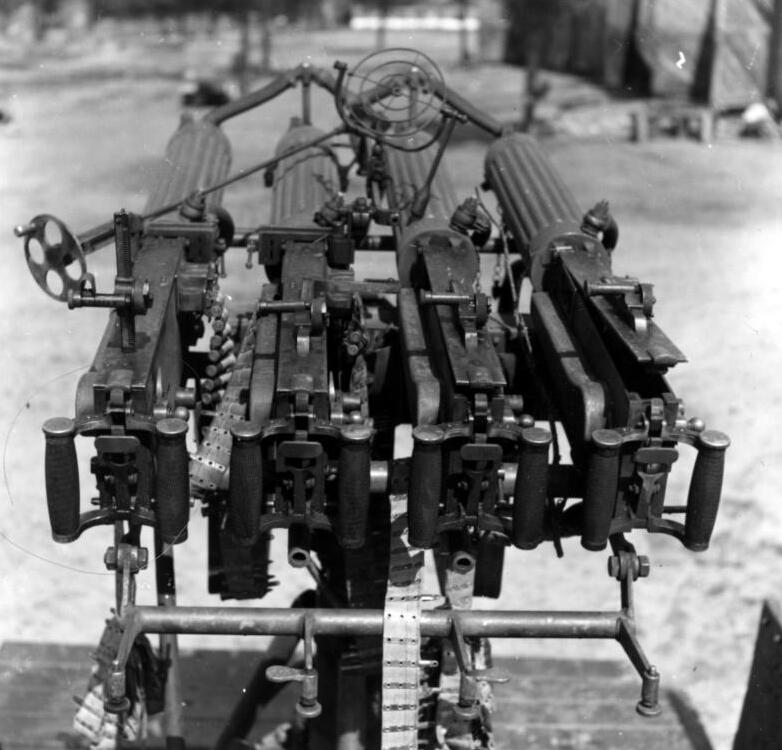
Afuste antiaéreo Tokarev.

Aunque el mecanismo básico de la ametralladora se mantuvo a lo largo de su fabricación, se efectuaron diversas mejoras y modificaciones, tales como cintas de alimentación simplificadas y un sistema de miras y sistemas telescópicos indirectos para mejorar la puntería. Las últimas modificaciones se hicieron a principios de la década de 1940 como consecuencia de la Guerra de Invierno (1940) con Finlandia, con cambios de diseño de la camisa de enfriamiento -que pasó a ser de acero en vez de latón- para facilitar la disipación del calor y la ampliación del diámetro de la tapa de entrada de agua, para permitir un relleno más rápido y añadir la posibilidad de introducir trozos de nieve directamente.
Distinto de los mencionados afustes Sokolov y Vladimirov fue el diseñado por Tokarev; este era un afuste antiaéreo para montar 4 ametralladoras que fue utilizado en instalaciones fijas y también a menudo montado en camiones para proporcionar defensa antiaérea móvil. Estos afustes eran operados manualmente y utilizaban grandes cajas con cintas de 500 cartuchos cada una.

## Usuarios
- Bulgaria
- China
- Corea del Norte
- Corea del Sur
- Segunda República Española: Se recibieron 3.221 ametralladoras de un total de siete envíos desde noviembre de 1936 a enero de 1939.[2]
- Estonia
- Finlandia
- Hungría[3]
- Imperio austrohúngaro[3]
- Imperio ruso / Movimiento blanco
- Irán
- Mongolia
- Polonia
- Turquía
- Unión Soviética
- Vietnam del Norte
- Ucrania

## Galería

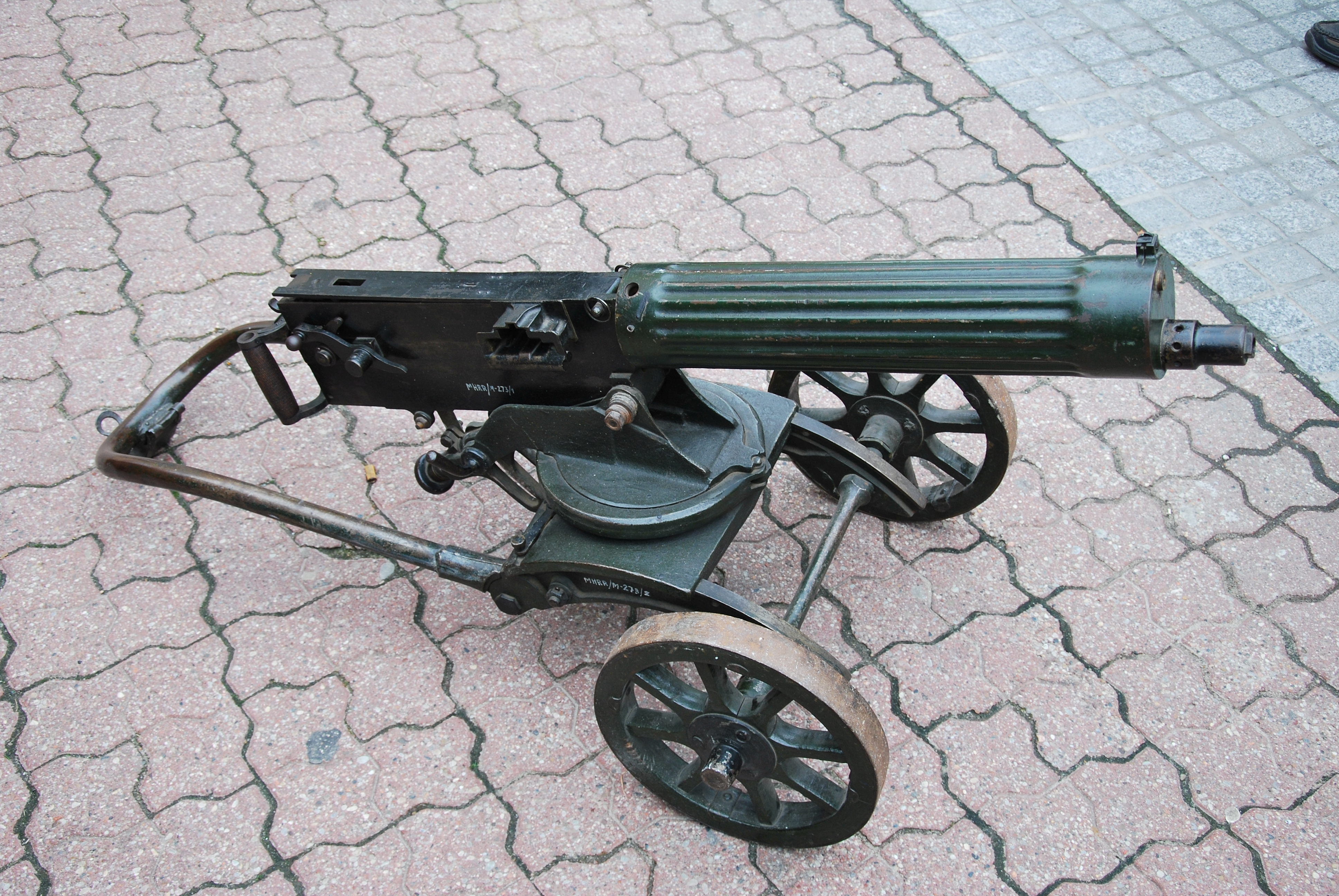
M1910 usada por la Legión Polaca.
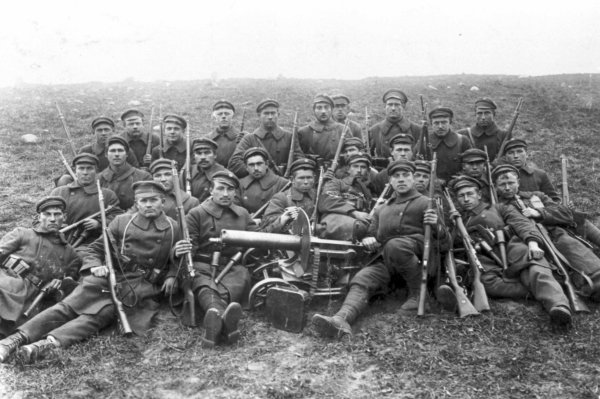
Pelotón del Ejército de Lituania en los alrededores de Vievis, 1920.
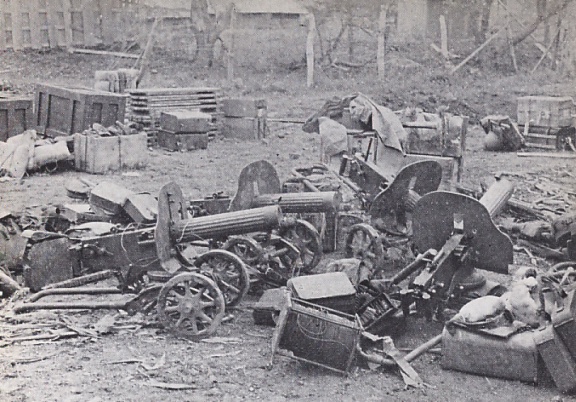
M1910 soviéticas capturadas por los japoneses en la Batalla del Lago Jasán.
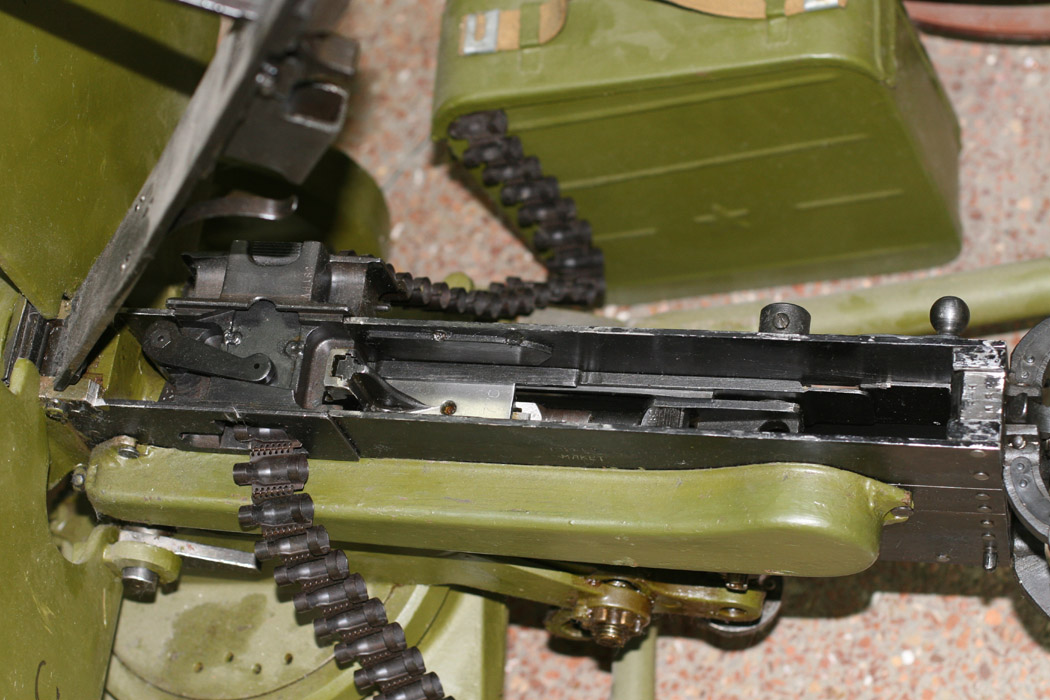
Detalle de los mecanismos de disparo y de alimentación de la M1910.
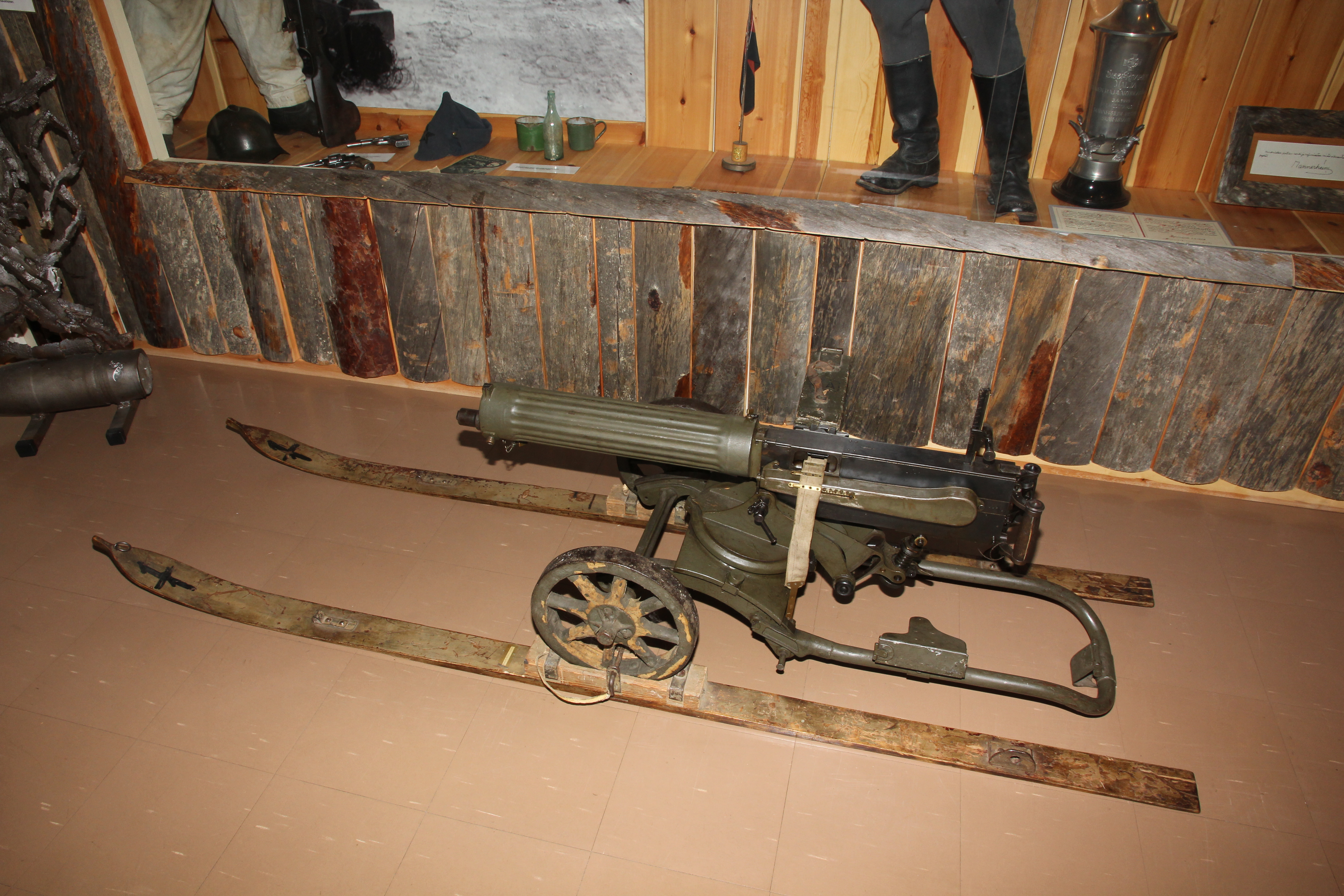
M1910 finlandesa con esquíes.
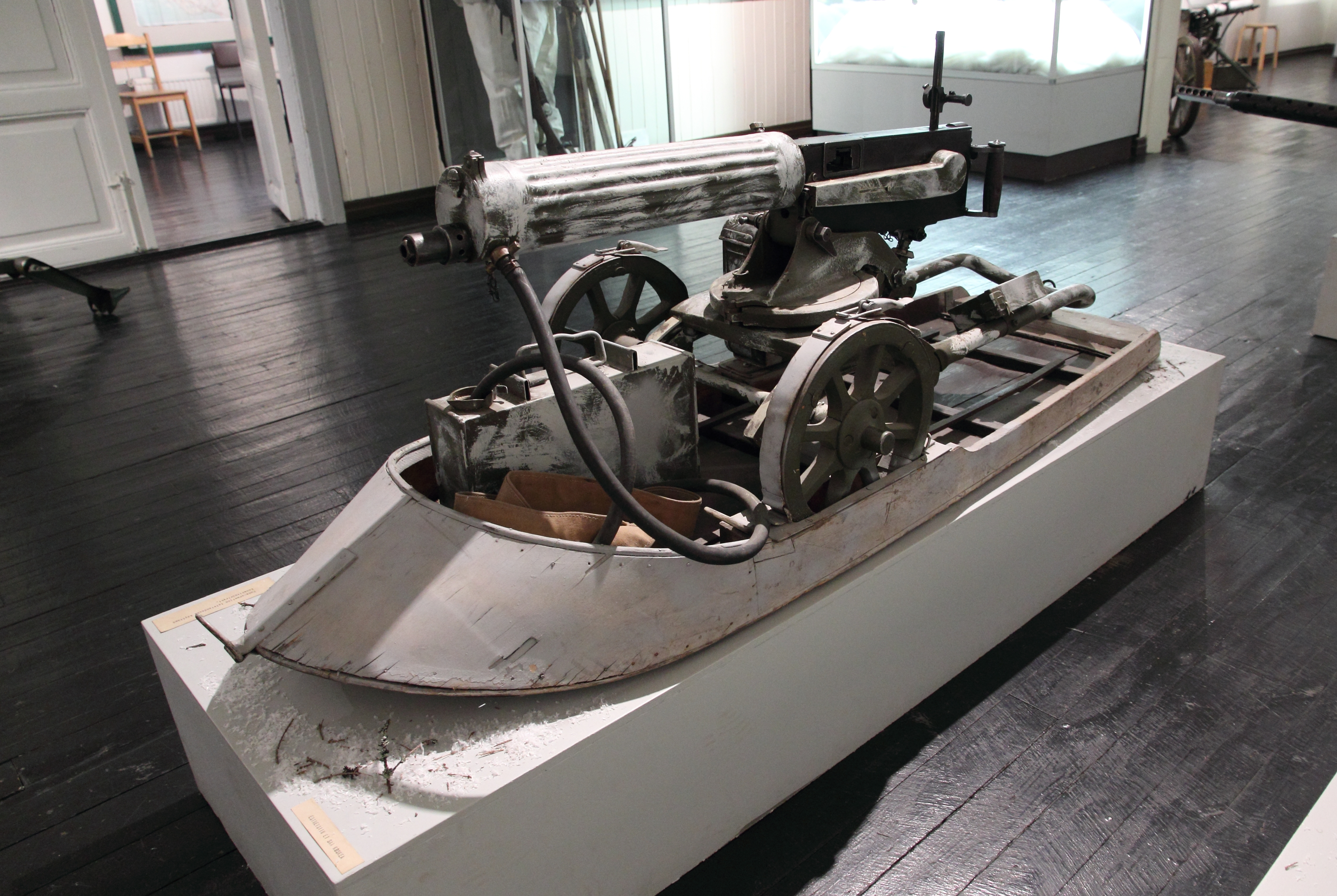
Maxin M1910 en trineo.
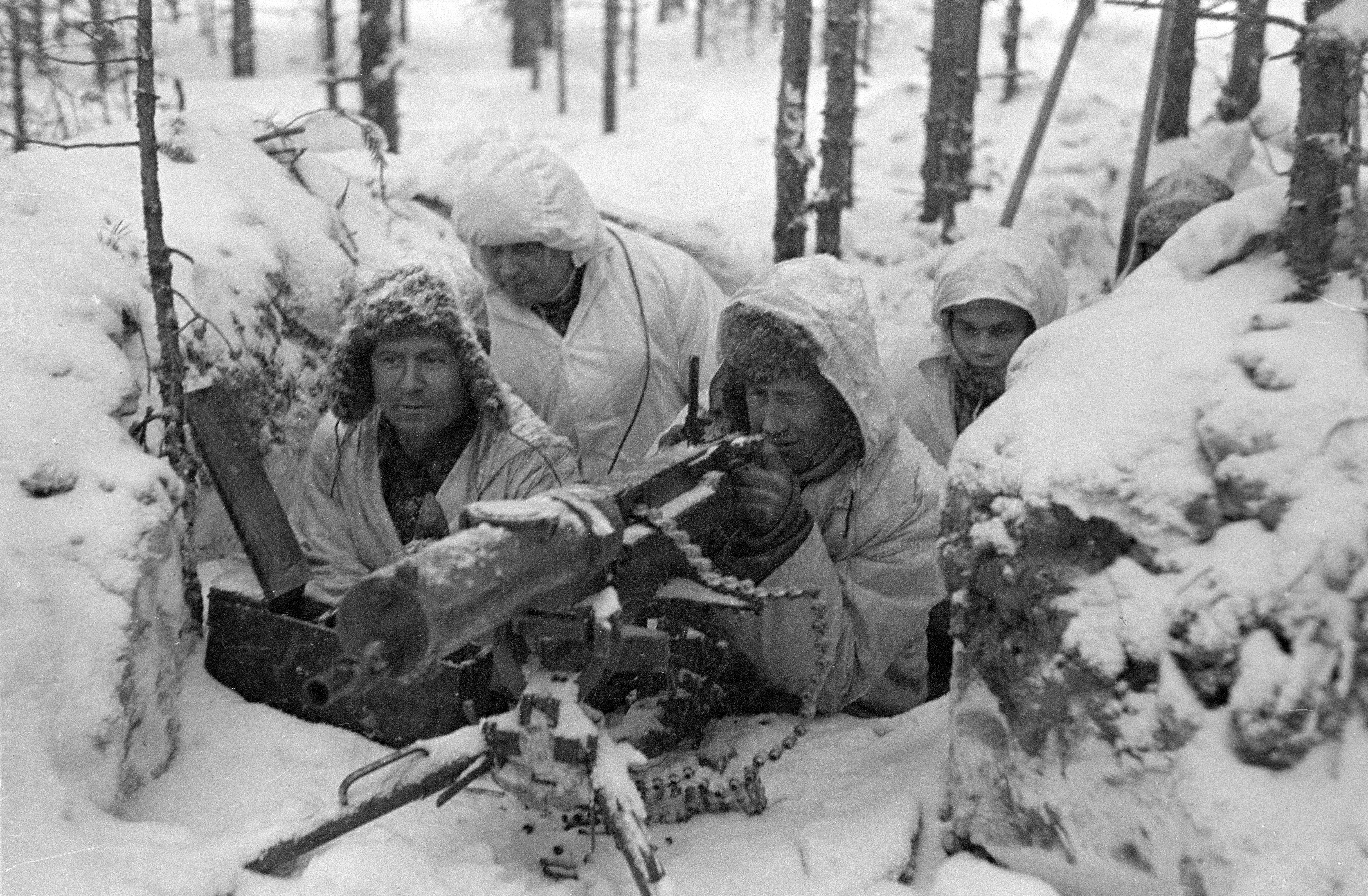
Nido de ametralladora finlandés durante la Guerra de Invierno.